# Man Ray (banda)
Man Ray es un dúo musical argentino formado en 1987 en Buenos Aires por Hilda Lizarazu (teclado y voz) y Tito Losavio (guitarra y voz). 
Su nombre surge como una suerte de homenaje al fotógrafo surrealista del mismo nombre del cual Hilda era admiradora. Una de las actividades de la cantante era también la fotografía e incluso fue fotógrafa de muchos grupos y músicos. 
Antes de integrar Man Ray, Lizarazu había participado en grupos como Los Twist, Suéter y de la banda de  Charly García y en  1988 graban su primer disco bajo la producción de   Andrés Calamaro llamado simplemente Man Ray.

## Historia

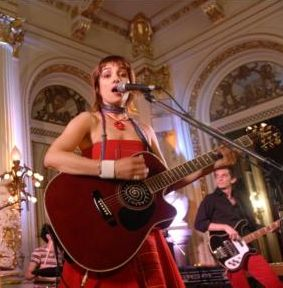
Hilda Lizarazu, vocalista de Man Ray.

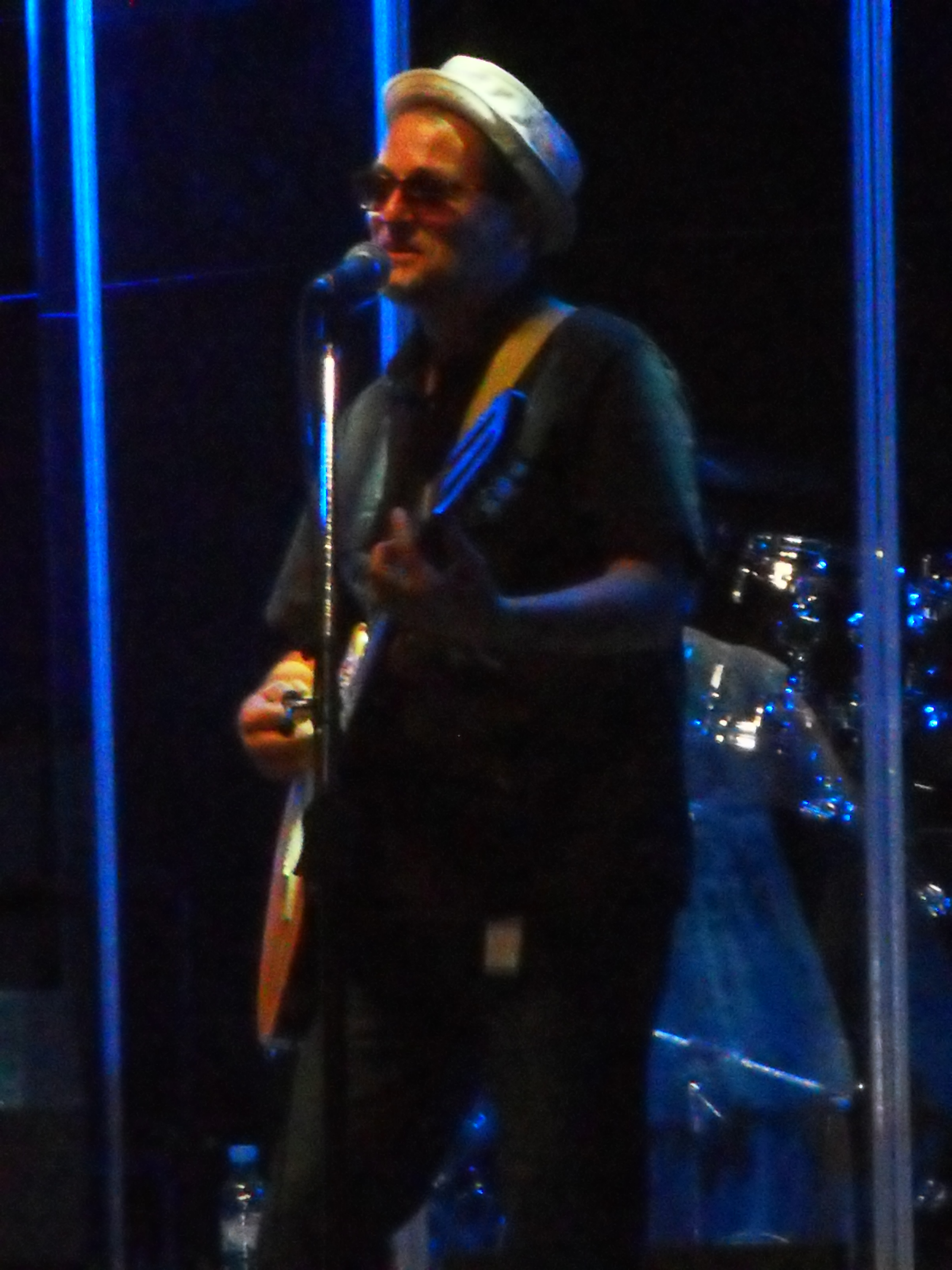
Tito Losavio, guitarrista de Man Ray.

En el año 1987, Hilda Lizarazu ya era una importante integrante del grupo de Charly García y Tito Losavio formaba parte de Los Twist. Paralelamente formaron un dúo, Man Ray, como un proyecto paralelo. La primera formación la completaron Laura Gómez Palma (bajo) y Pablo Buratti (batería).
El álbum debut de Man Ray cuenta con la presencia de muchos invitados como Andrés Calamaro, Ariel Rot, Miguel Zavaleta, Richard Coleman, Moris y Gringui Herrera. No lograron mayor repercusión que una buena respuesta en los medios y algunos shows en pubs y clubes. La excepción fue su participación en un gran festival gratuito y al aire libre en diciembre de 1988, ante 150.000 personas. La actividad de Lizarazu con García y Losavio con Los Twist obligó al grupo a separarse. 
En 1991, un seguidor del grupo les ofreció producir un segundo álbum. El resultado fue Perro de playa, donde aparecen hits como "Caribe sur", "Sola en los bares" y "Olvídate de mí". El disco alcanzó la categoría de disco de oro, y Lizarazu y Losavio decidieron dedicarse con exclusividad al grupo. En 1994 salió Hombre rayo y un programa de televisión les encargó una cortina musical, que sería el hit "Todo cambia" de Montaña rusa, que inmediatamente agregaron a la segunda edición del álbum, y obtienen un nuevo éxito de ventas.
Antes de hacer su cuarto disco, se sumó al grupo Guillermo Piccolini, quien contribuyó a un cambio de sonido y una mayor variedad de estilos en Piropo, pasando del pop y el rock al candombe y el reggae. Los nuevos hits fueron "Alicia de Morón" y el candombe digital conocido como "El comisario Miguel", con el músico uruguayo Jaime Roos como invitado. Man Ray cerró esta etapa con un trabajo acústico y un show como teloneros de Phil Collins en el Estadio de River Plate.
Los últimos años de Man Ray se plasmaron en dos discos junto a Pat Coria en bajo y Lautaro Cottet en batería. Ultramar y Larga distancia tuvieron una edición en Estados Unidos y Man Ray tenía la posibilidad de seguir adelante, pero finalmente se disolvió. Tito Losavio se fue a España e Hilda Lizarazu dejó la música por unos años y se radicó en la provincia de Córdoba. Gabinete de curiosidades fue su debut solista en 2004. 
Además de lograr un gran éxito de ventas con todos estos discos, el grupo también recorrió gran parte de Latinoamérica tocando en vivo en Chile, Perú, Ecuador, Uruguay, Paraguay, México y también en Estados Unidos y en España.
En 2013; la dupla volvió a los escenarios con un nuevo trabajo discográfico titulado Purpurina. Esta reunión supuso una gira de 10 fechas, comenzando el 15 de junio de 2013 en Capitán Sarmiento, provincia de Buenos Aires y culminando el 25 de enero de 2014 en Rosario, provincia de Santa Fe.

## Integrantes

### Hilda Lizarazu
Hilda Lizarazu (n. 1963) es la cantante principal y compositora del dúo. Inició su carrera como cantante, integrando bandas como  Suéter y Los Twist. Además de ser la vocalista principal, también ha desarrollado en paralelo una carrera como fotógrafa profesional. 
Hilda Lizarazu también se destacó acompañando a Charly García como su principal corista durante muchos años. Su apoyo a García en conciertos en vivo es fundamental. Su primer disco solista, Gabinete de Curiosidades, fue ganador del Premio Carlos Gardel 2004 a la música en la categoría "Mejor disco pop de cantante femenina". En 2015 obtuvo su tercer Diploma al Mérito de los Premios Konex como solista femenina de pop.

### Tito Losavio
Mario Alberto "Tito" Losavio (n. 1955) es músico, productor, multiinstrumentista, cantante y guitarrista de Man Ray. Antes de formar el dúo; había sido parte de Los Twist. Trabajo en Madrid como productor de Andy Chango y Luis Rodrigo. En Buenos Aires produjo a Palo Pandolfo, Chelo Zimbawe Delgado y a Celeste Carballo. También ha compuesto para documentales y cortos.

## Discografía

### Man Ray (1988)
1. Impracticidad
2. Perdiendo tiempo
3. Extraño ser
4. Ser turista
5. Antes que yo
6. Manhattan
7. Te voy a fotografiar
8. Hay confusión
9. Uh! tranquilízalo
10. Salgamos a la calle
11. Señal que te he perdido
12. San Gullap

El álbum es fresco y suena como en los ensayos según la premisa de la cantante. Sin dudas el tema que más perduró en el tiempo fue Extraño ser de Miguel Zavaleta, que años más tarde grabaría con Suéter, sin embargo la poca difusión hicieron perder el disco en el tiempo a lo que se sumó los trabajos paralelos de sus integrantes, lo que impedía que el grupo despegase. Recién con su segundo larga duración y la ayuda de un fan grabaron Perro de playa logrando una aceptación masiva de la mano de varios hits como Caribe sur o Olvídate de mí.
Personal:
- Hilda Lizarazu: voz principal y coros
- Tito Losavio: guitarras y coros
- Laura Gómez Palma: bajos
- Pablo Buratti: batería

Invitados: 
- Miguel Zavaleta
- Richard Coleman
- Sartén Assaresi
- Miguel Ángel Tallarita
- Karina Brosio
- Didi Gutman
- Moris
- Ariel Rot
- Gringui Herrera
- Clota Ponieman
- Andrés Calamaro.

Ficha técnica:
- Grabado entre  abril y mayo de 1988 en estudios ION Técnico de grabación: Osvel Costa y Héctor Alonso Asistente: Oscar Acosta Dirección artística: Horacio Martínez.

- Producción: Andrés Calamaro
- Diseño y fotos: Alfi Baldo.

### Perro de playa (1991, 1994 Reedición)
1. Sola en los bares
2. Caribe sur
3. La maga
4. Maldito alquiler
5. La noche anterior
6. El fantasma
7. Tierra sagrada
8. Olvídate de mí
9. Lo imposible
10. En el baldío
11. Perro de playa
12. Al final

Bonus:
1. Están rompiendo todo
2. Tierra sagrada

Luego de su primera producción discográfica y con la ayuda de un fanático, que aportó el dinero, graban su segundo disco Perro de Playa, el cual contó con dos ediciones: una de 1989 por el sello CBS, en cuya tapa aparecían varios perros; y la definitiva de 1991, editada por Roses Record en cuya tapa se ve a Hilda con un perro. Con el disco en la calle, el grupo pega definitivamente el gran salto gracias a la difusión de “Caribe sur” y “Olvídate de mí”, que pronto se convirtieron en hits, Con el tiempo Hilda reconocería que los temas aparecían hasta en la sopa. El disco se convirtió en un boom vendiendo 30.000 unidades en los primeros meses y con él sus integrantes se dedicaron más de lleno a la banda y no tanto a sus proyectos particulares. Del Álbum también se destacaban el magnífico y bello “Sola en los bares” y “Tierra sagrada", con la participación de Charly García en los teclados. Sin duda este fue el disco que lanzó a la fama a Man Ray.
Personal:
- Hilda Lizarazu: voz
- Tito Losavio: guitarras, coros y teclados
- Gustavo Morena: bajo
- Pablo Sbaraglia: piano, teclados y órgano
- Eloy Sánchez: batería y programación.

Invitados:
- Charly García
- Fernando Cartier
- Fernando Lupano
- Rubén Rada
- Sebastián Schon
- Gonzalo Palacios
- Fabián Von Quintiero
- Sartén Asaresi

Ficha Técnica:
- Grabado en Estudios Panda entre marzo y abril de 1991
- Técnico de grabación: Walter Chacon.
- Asistente: Gabriel Alanis
- Producción: Man Ray y Fernando Lupano, excepto Tierra Sagrada por Charly
- Fotos: Estudio Rocca Cherniavsky
- Diseño gráfico: Clota Ponieman & Hilda
- Productor ejecutivo: Jorge González.

### Hombre rayo (1993)
1. ¿Qué hora es?
2. Pasó un ángel
3. Ciclones
4. En el cielo
5. ¿Por qué no me miras?
6. Hadas en el mar
7. Darling
8. Luz y veneno
9. Caliente café
10. Mejorarse
11. Primavera esencial
12. El borracho
13. El salón de Man Ray
14. Nuevos hippies
15. Todo cambia

Luego del exitoso Perro de Playa, la banda se tomó unos años hasta la edición de su tercer disco: Hombre Rayo. Decía Hilda a la revista Ciudad Gótica: 

El Hombre rayo es un personaje que atraviesa la atmósfera los días de tormenta, descansa en los rascacielos y es el patrono de los iluminadores de las grandes ciudades. Esta historia es la que une a los catorce temas del disco.
 Hilda Lizarazu.

El álbum contó también con dos versiones una de catorce temas y otra con el agregado del mega hit de “Todo Cambia”, gracias a la difusión que tuvo el tema en el culebrón adolescente Montaña Rusa. La gran exposición del tema, que en primera instancia no estaba incluido en el disco, hizo que fuera agregado para calmar la demanda y aprovechar el impulso que la TV le había, lo que produjo el pico de popularidad del grupo. Hombre Rayo es un disco más maduro que Perro de Playa y cuenta con varios ritmos musicales que van desde el pop, baladas rock y hasta un baión. El primer corte de difusión fue “¿Por qué no me mirás?” y le siguió “Pasó un Ángel” que contó nuevamente con la participación de Charly García. Además el disco contó con una excelente versión de "Caliente Café" de Virus.
Personal:
- Hilda Lizarazu: voz y coros
- Tito Lozavio: guitarras, teclados, piano y coros
- Gringui Herrera: guitarra eléctrica
- Fernando Lupano: bajo
- Fernando Samalea: batería, FX y bandoneón
- Pablo Sbaraglia: piano, órgano, marimba y teclados.

Invitados:
- Charly García
- Marcelo Ferreira
- Willy Crook
- Marcelo Blanco
- Guillermo Piccolini
- Mariano Casanovas.

Todos los temas de Lizarazu y Losavio excepto “Luz y venenos” de Palmada y Curras y “Caliente Café” de Federico y Julio Moura y Roberto Jacoby

### Aseguebu (acústico en vivo) (1995)
1. Hay confusión
2. El coronel y la poetisa
3. Dulce 3 nocturno
4. Tierra sagrada
5. Hadas del mar
6. Uh! tranquilízalo
7. Al final
8. Sola en los bares
9. Pasó un ángel
10. Salgamos a la calle

Luego de la edición de su cuarto disco de estudio llamado Piropo, el dúo integrado por Hilda Lizarazu y Tito Losavio grabó en vivo en Prix D´Ami un disco acústico llamado Aseguebú los días  7 y 8 de abril de 1995. Entre la lista de temas se destaca “Dulce 3 nocturno” de Pescado Rabioso y el hit de Perro de playa “Sola en los bares” que respeta la versión original.
Personal:
- Hilda Lizarazu: voz y guitarra
- Tito Losavio: Voz y guitarra

Invitados:
- Fernando Lupano
- Víctor Cajas.

Ficha técnica:
- Grabado y mezclado en el Pichón Mobile Studio
- Técnico de grabación: Pichón Dal Pont.
- Mezclado por Pichón y Man Ray
- Masterizado: Alberto Morillo en Sound Designer.
- Diseño y fotos: Alfi Baldo
- Foto interna: Hilda Lizarazu.

### Piropo (1995)
1. Surinam (el cyberespacio)
2. Alicia de Morón
3. En la cuerda floja
4. Difícil encontrar amor
5. 1994
6. Cortocircuito
7. Amor finisecular
8. ¡Hola!
9. No me digas
10. Pájaros del aire
11. Como un tucán
12. Mil hombres
13. El Comisario Miguel
14. Subterráneo del sur

En el año  1995 se suma Guillermo Piccolini, quien coprodujo el cuarto álbum "Piropo". Para la ocasión fueron varios los artistas invitados: Jaime Roos, Miguel Zavaleta, Willy Crook y  Federico Gil Solá. "El comisario Miguel" fue el primer corte radial. «"Piropo" tiene pop, reggae, murga, algo de rock y un poco de disco, pero paradójicamente no se encuentra nada de ello en estado puro. El perfil que Man Ray le dio a cada uno de los catorce temas es no sólo mezclar los estilos dentro del disco, sino también en las mismas canciones».

### Ultramar (1997)
1. Déjate llevar
2. Niños tatuados
3. Nunca más
4. Amor azul
5. Cirugía
6. Lágrimas
7. Sexos
8. Te deseo el cielo
9. Vestida Ultramar
10. Llevaba flores
11. La cumbre del amor
12. Azar
13. Hasta el África

Luego del disco Piropo, que siguió con la línea planteada por el dúo creativo de Hilda Lizarazu y Tito Losavio de sus discos anteriores, se juntan con Lautaro Cottet y Pat Coria para dar forma a un nuevo disco de estudio llamado Ultramar. Sin contar con un hit contundente como "Caribe sur" de Perro de playa o "Todo cambia" de Hombre Rayo, el grupo se muestra mucho más maduro en cuanto a las letras y dan rienda suelta a un sonido no tan pop, donde las guitarras eléctricas toman otra dimensión dentro de los parámetros que puede establecer Man Ray. Sin dudas uno de sus mejores temas es la balada “Amor Azul” cuyo video contó con la dirección de Octavio Scopelliti.
Personal:
- Hilda Lizarazu: voz y guitarra
- Tito Losavio: guitarra
- Lautaro Cottet: baterista.
- Pat Coria: bajo

Ficha técnica:
- Grabado en los Estudios Panda y La Diosa Salvaje entre  enero y  febrero de 1997

Producción artística: EMI Odeon
- Realizado y dirigido: Tweety González.

- Ingeniero de grabación y mezcla: Guido Nisenson
- Masterizado: Eduardo Bergallo.
- Diseño: Gabriela Malerba
- Fotos: Marcos López.

### Larga distancia (1999)
1. Desnúdate, mira quien sos
2. Nadie le hablaba
3. Bosqueluz
4. Zona roja
5. Cuenco disco
6. Tren veloz
7. Piel
8. Cada mañana
9. Ideal
10. Chico imén
11. Gracias por nada
12. Terrenal

Personal:
- Hilda Lizarazu: voz y guitarra
- Tito Losavio: guitarras, programaciones, voz, teclados y piano en "Ideal"
- Lautaro Cottet: batería, percusión, piano, voz y arreglo de bronces en "Piel"
- Pat Coria: bajo y voz.

Músicos Invitados:
- Harry Kim: Flugelhorn en "Bosqueluz"
- Michito Sánchez: Percusión en "Bosqueluz" y "Cada Mañana"
- Miguel Tallarita: Trompeta y Flugelhorn en "Piel"
- Toto Rotblat: Congas en "Bosqueluz", Bongó en "Chico Imán"
- Fernando Lupano: Contrabajo en "Chico Imán"
- Alejandro Terán: Arreglo de cuerdas en "Ideal"
- Javier Casalla: Violines y viola en "Ideal"
- Dimitri Rodnoi: Violonchelo en "Ideal"

Ficha técnica:
- Grabado en los Estudios Panda (Buenos Aires) y Rondor International Studios (Beverly Hills,California, USA) en marzo de 1999
- Mezclado en Coney Island Studios (Glendale, California, USA) por Joel Soyffer
- Masterizado en The Mastering Lab (Hollywood, California, USA) por Gavin Lurssen

Producción artística: EMI Odeon Realizado y dirigido: Oscar Cartaya y Tito Losavio
- Diseño: Diego Bianchi
- Fotos: Diego Bianchi / Gabriel Giovanetti / Hilda Lizarazu.

### Popurrí (1997) / Primera edición
1. ¿Por qué no me miras?
2. Maldito alquiler
3. Olvídate de mí
4. Hadas del mar
5. En el salón de Man Ray
6. El fantasma
7. Sola en los bares
8. Hadas de mar
9. Pasó un ángel
10. Ciclones
11. Todo cambia
12. La noche anterior
13. ¿Qué hora es?
14. Tierra sagrada

### Popurrí (1999) / Segunda edición
Disco recopilatorio de los discos "Perro de Playa", "Hombre Rayo" y "Ultramar" Distribuido por BMG US Latin
1. Sola en los bares
2. Caribe Sur
3. Olvídate de mí
4. Lo imposible
5. Tierra sagrada
6. Todo cambia
7. Pasó un ángel
8. Hadas del mar
9. Nuevos hippies
10. Caliente café
11. Amor azul
12. Déjate llevar
13. Vestida ultramar
14. ¿Que hora es?
15. Mejorase

- Dirección de arte: Hilda Lizarazu 98
- Diseño y Manipulación de imagen: Adriana Lewi y Pablo Capella
- Arte De Tapa: Paula Sosolovsky
- Fotografía: Hilda Lizarazu

### Grandes éxitos (2003)
1. Alicia de Morón
2. Amor azul
3. En la cuerda floja
4. Nunca más
5. Niños tatuados
6. Tren veloz
7. No me digas
8. Te deseo el cielo
9. Surinan
10. El comisario Miguel
11. Nadie la hablaba
12. Piel

### Purpurina (2013)
En su reunión de 2013 / 2014, Man Ray sacó un compilado con lo mejor de los discos "Perro de Playa", "Hombre Rayo" y "Aseguebú", con la inclusión de tres temas nuevos, uno de ellos un cover de "Mañana Campestre", de Arco Iris. En el disco estuvieron como músicos invitados León Gieco, Lito Vitale y las Viudas e Hijas de Roque Enroll.
1. Empezar de nuevo
2. Mañana campestre
3. Purpurina
4. Caribe Sur
5. Todo cambia
6. Olvídate de mi
7. Sola en los bares
8. Hadas del mar
9. Nuevos hippies
10. Pasó un ángel
11. ¿Por qué no me miras?
12. La tierra sagrada
13. El coronel y la poetisa
14. Al final

### Cuchá Cuchá (2017)
Este es un disco virtual no oficial, aparecido en 2017 en You Tube, recopilado y publicado por el fan site "El Salón de Man Ray", con demos y outtakes aportados por exmiembros de la banda y con el visto bueno tanto de Hilda Lizarazu como de Tito Losavio. 
1. El Mendigo (Losavio / Lizarazu) - outtake de "Hombre Rayo", inédito
2. Taxi (Losavio Lizarazu) - Grabado entre "Piropo" y "Ultramar", inédito
3. Faro (Lautaro Cottet) - outtake de "Larga Distancia", inédito
4. Sin Pensar (Lautaro Cottet) - outtake de Larga Distancia, editado en el disco solista de Cottet "Mundo Demasiado" (2001)
5. Soy Un Sueño (Pat Coria) - outtake de Larga Distancia, editado en el disco de Pat Coria & Los Susceptibles "Shuriken" (2011)
6. A Otra Historia (Lizarazu) - outtake de Larga Distancia, editado en el disco solista de Hilda Lizarazu "Gabinete de Curiosidades" (2004)
7. Tanta Cosa (Losavio) - outtake de Larga Distancia, inédito
8. Escucha (La Respuesta) (Losavio Lizarazu) - outtake de "Purpurina", inédito

### Remixes 2020 by Tito Losavio (2020)
Durante 2020, Tito Losavio realizó la remezcla de varios temas clásicos de Man Ray, seleccionando tracks de Perro de Playa y Hombre Rayo
1. "Sola En Los Bares"
2. "Caribe Sur"
3. "Olvídate de Mi"
4. "Todo Cambia"

## Videografía incompleta
1. Hay confusión
2. Sola en los bares
3. Olvídate de mí
4. Caribe sur
5. Pasó un ángel
6. Todo cambia
7. El comisario Miguel
8. Alicia de Morón
9. Déjate llevar
10. Ultramar
11. Amor azul
12. Desnúdate, mira quién sos
13. Mañana campestre
14. Empezar de nuevo